# Нолан Бушнелл
Но́лан Бу́шнелл (англ. Nolan Kay Bushnell; нар. 5 лютого 1943, Клірфілд, округ Девіс, Юта, США) — американський інженер і підприємець, засновник Atari, Inc та бренду Chuck E. Cheese's.

## Біографічні дані
Бушнелл у 1968 році закінчив Інженерний коледж Університету Юти за спеціальністю «Електротехніка». Під час навчання мав справу з грою «Spacewar!» на мейнфреймових комп'ютерах DEC PDP-1, розробленою Стівом Расселлом, яка його зацікавила на стільки, що він сам вирішив займатись створенням комп'ютерних ігор. У 1971 році разом з Тедом Дабні (англ. Ted Dabney) сконструював ігровий автомат, клон «Spacewar!» під назвою «Computer Space», котрий однак не мав значного фінансового успіху.
У 1972, коли разом з Т. Дабні заснував фірму Atari, Inc. з брендовим ім'ям «Atari», ринок комп'ютерних ігор ще не існував. Єдиними ігровими машинами були автомати для гри «Пінбол». Гра «Pong», перший продукт «Atari» мала великий успіх і забезпечила Бушнеллу засоби для подальшого розвитку фірми. Atari inc. динамічно розвивала виробництво ігор. Через неї пройшли у своєму кар'єрному зростанні Стів Джобс та Стів Возняк. У 1976 фірма Atari, Inc. була продана компанії Warner Communications Inc.
У 1978 році Бушнелл був усунений від керівництва «Atari» після низки конфліктів з дирекцією Warner Communications. Він зайнявся новим бізнесом — мережею сімейних ресторанів «Pizza Time Theathres», у яких головною розвагою були комп'ютерні ігри, а талісманом став миша Chuck E. Cheese. 
Одначе, спершу ресторан мав мати назву "Coyote Pizza", де головним маскотом був койот. Для цих цілей Бушнелл навіть замовив костюм койота задля привертання уваги до продукту. Проте на виході виявилось, що костюм койота був більше схожим на костюм пацюка. Таким чином, було прийнято рішення змінити маскота — віднині ним став пацюк, якому дали ім'я Ricky Rat, а піцерія віднині мала мати назву "Ricky Rat's Pizza Time Theatre". Але і від цієї назви також довелося відмовитися, бо "пацюки" зазвичай не ассоціюються з гігієною та санітарними нормами, а отже - клієнтам подібна назва могла не прийтися до смаку. В якості нової назви було обрано "The Big Cheese's Pizza Time Theatre". Нажаль, виявилось, що на той момент вже існувала торгова марка "Big Cheese", а отже - довелося знову змінювати назву. Тоді в Бушнелла з'явилась ідея - дати талісману ім'я Chuck E. Cheese. Було остаточно визначенно, що торгова марка буде мати назву "Chuck E. Cheese Pizza Time Theatre".
Знову зацікавився ринком комп'ютерних ігор. У Лос-Анджелесі засновує фірму «Speed to Learn», яка почала займатись розробкою новаторських методик навчання у школах. Методики полягали у використанні комп'ютерних ігор, як стверджував Бушнелл, і дозволяли засвоювати навчальний матеріал навіть у десять разів швидше, ніж при традиційних методиках.
У 2005 році він був суддею в реаліті-серіалі USA Network Made in the USA. У 2007 році Бушнелл приєднався до правління NeoEdge Networks як голова. У 2007 році Бушнелл приєднався до консультативної ради GAMEWAGER. У 2008 році Бушнелл став членом ради директорів AirPatrol Corporation. У 2009 році Бушнелл оголосив про свій намір вийти на ринок ігрової освіти за допомогою підприємства під назвою Snap. Він також оголосив, що з’явиться на SGC, ігровій конвенції, організованій ScrewAttack.
19 квітня 2010 Atari оголосила, що Нолан Бушнелл і Тім Вірден приєднаються до ради директорів компанії.
У травні 2016 року Бушнелл увійшов до ради директорів MGT Capitol Investments. У січні 2017 року Бушнелл приєднався до ради директорів Perrone Robotics, виробника програмних платформ робототехніки для автономних транспортних засобів і мобільних роботів. 6 березня 2019 року Нолан був призначений генеральним директором і головою правління публічної компанії Global Gaming Technologies Corp.
За заслуги Бушнелла було уведено до Зали слави відеоігор та Зали слави асоціації побутової електроніки, отримав BAFTA Fellowship та нагороду «Новатор року» від Nations Restaurant News, був названий одним з «50 осіб, які змінили Америку» за версією Newsweek. Бушнелл заснував більше двадцяти компаній і є одним з батьків-засновників індустрії комп'ютерних ігор.